# Hideki Maeda
Hideki Maeda (前田 秀樹 Maeda Hideki?,  nacido el 13 de mayo de 1954 en Kioto, Kioto) es un exfutbolista japonés que se desempeñaba como centrocampista.
Maeda jugó 65 veces y marcó 11 goles para la selección de fútbol de Japón entre 1975 y 1984. Fue elegido para integrar la selección nacional de Japón para los Juegos Asiáticos de 1978.

## Trayectoria

### Clubes
| Club              | País  | Año         |
| ----------------- | ----- | ----------- |
| Furukawa Electric | Japón | 1977 - 1989 |

### Selección nacional
| Selección | País  | Año         |
| --------- | ----- | ----------- |
| Absoluta  | Japón | 1975 - 1984 |

## Estadística de equipo nacional
| Selección de Japón | Selección de Japón | Selección de Japón |
| Año                | Part.              | Goles              |
| ------------------ | ------------------ | ------------------ |
| 1975               | 5                  | 1                  |
| 1976               | 6                  | 1                  |
| 1977               | 3                  | 0                  |
| 1978               | 7                  | 1                  |
| 1979               | 9                  | 3                  |
| 1980               | 11                 | 3                  |
| 1981               | 11                 | 0                  |
| 1982               | 3                  | 0                  |
| 1983               | 7                  | 2                  |
| 1984               | 3                  | 0                  |
| Total              | 65                 | 11                 |

## Palmarés

### Títulos nacionales
| Título                   | Club              | País  | Año       |
| ------------------------ | ----------------- | ----- | --------- |
| Japan Soccer League      | Furukawa Electric | Japón | 1976      |
| Copa del Emperador       | Furukawa Electric | Japón | 1976      |
| Copa Japan Soccer League | Furukawa Electric | Japón | 1977      |
| Copa Japan Soccer League | Furukawa Electric | Japón | 1982      |
| Japan Soccer League      | Furukawa Electric | Japón | 1985-1986 |
| Copa Japan Soccer League | Furukawa Electric | Japón | 1986      |

### Distinciones individuales
| Distinción                  | Año  |
| --------------------------- | ---- |
| Japan Soccer League Best XI | 1980 |
| Japan Soccer League Best XI | 1982 |